# Takajama (Gifu)
Takajama (japonsky:高山市 Takajama-ši) je japonské město v prefektuře Gifu na ostrově Honšú. Žije zde téměř 90 tisíc obyvatel. Okolí je velmi hornaté, a proto se zde odvíjela místní kultura po staletí a trochu odlišná od klasické japonské.

## Zajímavosti a atrakce
- V okolí města se nachází několik šintoistických svatyň (např. Hida Tóšógú).
- Nachází se zde vulkán Norikura o výšce 3 026 m n. m.
- Mnoho historických budov z období Nara (např. chrámy, chýše či skanzen).

## Partnerská města
- Denver, Colorado, Spojené státy americké (27. červenec 1960)
- Li-ťiang, Čína (21. březen 2002)
- Sibiu, Rumunsko (4. září 2012)
- Urubamba, Peru (22. srpen 2013)